# Новобессергеневка (Неклиновский район)
Новобессергеневка — село в Неклиновском районе Ростовской области. Административный центр Новобессергеневского сельского поселения.

## География
Расположено на берегу Таганрогского залива к западу от Таганрога, граничит с населёнными пунктами Петрушино, Дмитриадовка, Комаровка и с территорией аэропорта Таганрог-Южный.

## Население
| 2002 | 2010  |
| ---- | ----- |
| 3450 | ↗3585 |